# Evangelische Kirche (Wolferborn)

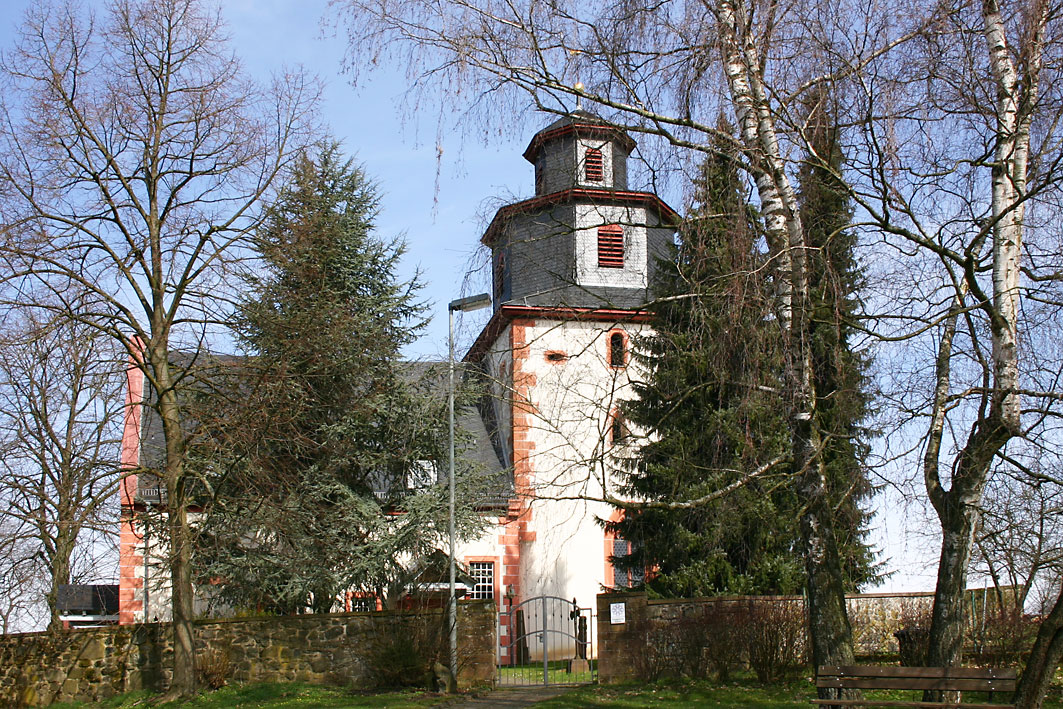
Evangelische Kirche in Wolferborn

Die Evangelische Kirche Wolferborn ist ein denkmalgeschütztes Kirchengebäude, das in Wolferborn steht, einem Stadtteil von Büdingen im Wetteraukreis in Hessen. Die Kirchengemeinde gehört zum Dekanat Büdinger Land in der Propstei Oberhessen der Evangelischen Kirche in Hessen und Nassau.

## Beschreibung
Die ursprüngliche Kapelle ließ Graf Ludwig II. zu Ysenburg-Büdingen nach der Mainzer Stiftsfehde zu einer Wehrkirche ausbauen. Geweiht war die Kirche den Heiligen Petrus und Paulus und Cyriakus, einem der Vierzehn Nothelfer.  Um 1480 wurde der spätgotische Chorturm mit Schießscharten angefügt. Seinen Helm, der aus einem schiefergedeckten, achteckigen, zweigeschossigen Aufsatz mit einer darauf sitzenden Glockenhaube besteht, erhielt er erst 1836/37.
Der Chor, d. h. das Erdgeschoss des Turms, ist mit einem Netzgewölbe überspannt. Im Kirchenschiff wurden zwischen 1671 und 1777 drei Emporen eingebaut. Im Kirchenschiff befindet sich ein um 1330 entstandenes Fresko, das 1936 freigelegt wurde. Die Orgel steht auf einer Empore im Chor. Sie hat neun Register, ein Manual und ein Pedal und wurde 1868 vom Orgelbauer Ratzmann gebaut.